# Институт единого здравоохранения
Институт единого здравоохранения (англ. One Health Institute) — институт, изучающий взаимодействие животных, людей и окружающей среды для решения сложных проблем, влияющих на здоровье и охрану окружающей среды во всем мире. Институт является частью Школы ветеринарной медицины Калифорнийского университета в Дэвисе, при нём функционирует Центр здоровья дикой природы «Карен С. Дрейер» и многие другие программы и проекты. Исполнительным директором Единого института здоровья является д-р Йонна Мазет.
Институт использует многосекторальный подход «Единое здравоохранение», принятый ВОЗ, который основан на признании того, что здоровье домашних животных, диких животных и людей неразрывно связано между собой, а также с окружающей средой.

## Известные программы и проекты
- «ПРОГНОЗ» («PREDICT») — финансируемый USAID проект, который обеспечивает глобальное наблюдение для обнаружения и предотвращения распространения патогенов с пандемическим потенциалом, которые могут перемещаться между дикой природой и людьми.[4]
- Проект «Здоровье животных и улучшение условий жизни» (Health for Animals and Livelihood Improvement Project — «HALI») — совместная программа США и Танзании по исследованиям и наращиванию потенциала, в рамках которой оценивается влияние зоонозов и управления водными ресурсами на здоровье и жизнедеятельность экосистемы национального парка Руаха в Танзании[5].
- Центр здоровья дикой природы Карен С. Дрейер (Karen C. Drayer Wildlife Health Center) — центр в Калифорнийском университете в Дэвисе, который занимается улучшением здоровья диких животных (во взаимодействии с людьми и окружающей средой). Его проекты и программы сосредоточены на вопросах, касающихся здоровья находящихся на свободе и в неволе наземных и водных диких животных. Многие другие его программы и проекты осуществляются в Центре здоровья дикой природы[6].
- «Врачи для горилл» («Gorilla Doctors») — финансируемая пожертвованиями программа, которая предоставляет практическую медицинскую помощь больным и раненым горным гориллам, живущим в национальных парках Руанды, Уганды и Демократической Республики Конго.[7]
- «SeaDoc Society» — программа, направленная на защиту здоровья морских животных и их экосистем с помощью научных и образовательных учреждений на Тихоокеанском Северо-Западе.[8]
- Сеть по уходу за загрязненной нефтью дикой природой (Oiled Wildlife Care Network) — калифорнийская программа, которая нацелена на спасение и реабилитацию пострадавших от нефтяного загрязнения диких животных с помощью коллектива обученных поставщиков услуг, регулирующих органов и академических институтов в масштабе штата Калифорния.[9]
- Лаборатория Единого института здоровья (One Health Institute Lab) — лаборатория, которая функционирует в качестве обслуживающего центра для Программы по охране здоровья морских млекопитающих, а также в качестве центрального исследовательского центра для проекта «ПРОГНОЗ» («PREDICT»), который направлен на предотвращение возникающих болезней с пандемическим потенциалом.[10]
- Калифорнийский центр хищных птиц (California Raptor Center) — Центр, который спасает и реабилитирует раненых и осиротевших хищных птиц, а также работает над просвещением общественности о важности хищных птиц и продвигает исследования для улучшения здоровья и выживания видов.[11]
- Экспертный центр Всемирного института здоровья Калифорнийского университета в области единого здоровья (UC Global Health Institute’s Center of Expertise in One Health) — институт, который «продвигает миссию системы Калифорнийского университета с 10 кампусами по улучшению жизни людей в Калифорнии и во всем мире». Посредством образования, исследований и партнерств его миссия состоит в том, чтобы «обучить следующее поколение лидеров глобального здравоохранения и ускорить открытие и внедрение преобразующих глобальных решений в области здравоохранения»[12].
- EpiCenter for Disease Dynamics — центр, который использует сложные аналитические инструменты и вычислительные методы, лежащие в основе прикладной системы прогнозирования возникающих заболеваний.[13][14]
- Другие программы и проекты, которые включают в себя Калифорнийскую охрану дикой природы (California Wildlife Conservatio), Проект Кальвина Швабе (Calvin Schwabe Project), Программу зоологической медицины (Zoological Medicine Program), Латиноамериканскую программу (Latin America Program).